# Бушар, Линда
Линда Бушар (фр. Linda Bouchard, 21 мая 1957, Монреаль) — канадский композитор и дирижёр.

## Биография
Училась музыке в США (Беннингтонский колледж, Манхэттенская музыкальная школа), по классу композиции — у Генри Бранта. В 1979—1990 годах жила и работала в Нью-Йорке. В 1992—1995 годах — приглашенный композитор Оркестра Национального центра искусств в Оттаве. С 1997 года живёт в Сан-Франциско. В 2001 году была приглашена в IRCAM.

## Избранные сочинения

### Оперы
- Triskelion (1982)
- The House of Words (2003)

### Вокальные произведения
- Black Burned Wood (1990)
- Ocamow (1993)
- Risky (1993)
- Songs For An Acrobat (1995, номинация на премию Джуно)
- Pilgrims' Cantata (1996)

### Сочинения для оркестра
- Fanorev (1986)
- Élan (1990)
- Ressac (1991)
- Exquisite Fires (1993)
- Vertige (1994)
- Eternity (1996)
- Booming Sands, скрипичный концерт (1998)
- Fashion Show (1999)
- The Open Life (2000)

### Камерные сочинения
- Circus Faces (1983)
- Pourtinade для альта и перкуссии (1983, исполнено и записано Ким Кашкашьян и Робином Шулковским)
- Tossing Diamonds (1983)
- Icy Cruise (1984)
- Propos III (1984)
- Propos IV (1984)
- Pulsing Flight (1985)
- Propos II (1985)
- Possible Nudity для альта, виолончели, контрабаса, арфы и перкуссии (1987)
- Transi-Blanc (1987)
- Propos Nouveaux (1988)
- Delicate Contract (1988)
- Muskoday (1988)
- Reveling of Men (1988)
- Swift Silver (1989)
- Amuser Le Temps (1989)
- Le Scandale (1989)
- Frisson, La Vie, для флейты, альта и струнных (1992)
- Ire (1992)
- Reciproque (1994)
- Sept Couleurs (1994)
- Compressions (1996)
- Ductwork (1997)
- Oracles (1997)
- Brasier (2001)
- Le Scandale II (2002)
- Neiges (2002)
- Liquid States (2004)
- Joint Venture (2008)

### Струнные квартеты
- Stormy Light (1982)
- Lung Ta (1992)
- Traces (1996)

### Сочинения для инструментов соло
- Glances (1980)
- Propos (1983)
- Tokpela (1989)